# 1721 en architecture
| Années de l'architecture : 1718 - 1719 - 1720 - 1721 - 1722 - 1723 - 1724    |
| Décennies de l'architecture : 1690 - 1700 - 1710 - 1720 - 1730 - 1740 - 1750 |

Cet article présente les faits marquants de l'année 1721 en architecture.

## Réalisations
- Construction à Paris de l'Hôtel d'Orsigny, place Vendôme.

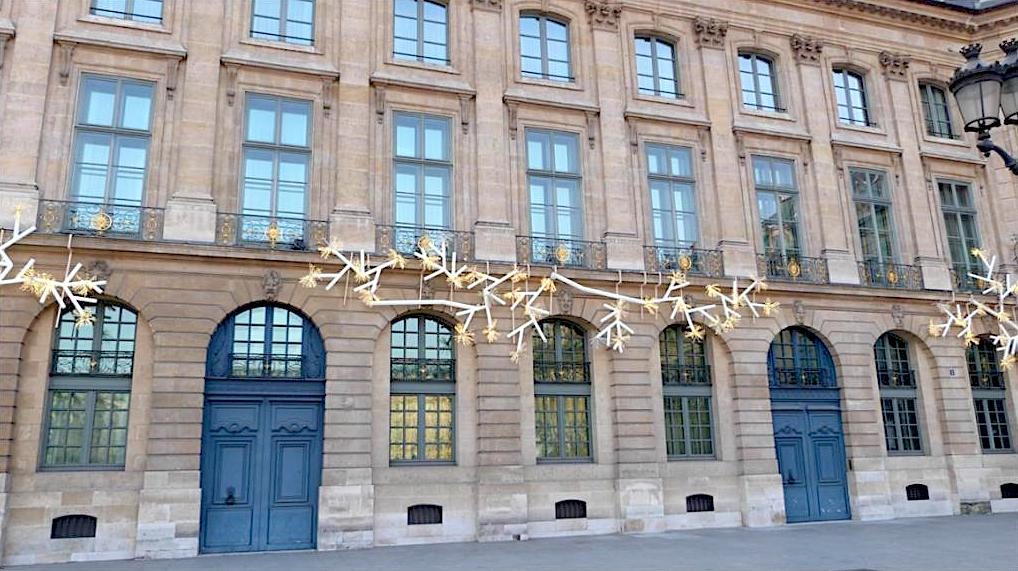
L'Hôtel d'Orsigny (à droite) en 2011 (à gauche l'Hôtel de Coëtlogon).

## Événements
- x

## Récompenses
- Prix de Rome : Jean-Michel Chevotet.

## Naissances
- 26 mars : Nicolas Le Camus de Mézières  († 27 juillet 1789).
- Thomas Sandby († 25 juin 1798).

## Décès
- x